# Alex Wojciechowicz
Alexander Francis Wojciechowicz (South River, Nueva Jersey, 12 de agosto de 1915 – Forked River, Nueva Jersey, 13 de julio de 1992), más conocido como Alex Wojciechowicz, fue un jugador profesional estadounidense de fútbol americano que se desempeñó en la posición de center y linebacker en la National Football League (NFL). Es miembro del Salón de la Fama del Fútbol Americano Profesional.

## Carrera
Wojciechowicz jugó como profesional nueve temporadas en Detroit Lions (1938-1946), posteriormente pasó a Philadelphia Eagles, donde jugó cinco temporadas (1946-1950), y fue el equipo en el que se retiró.

## Reconocimiento
El 3 de agosto de 1968, fue seleccionado para ser miembro del Salón de la Fama del Fútbol Americano Profesional.